# Волосатые тимелии
Волосатые тимелии (лат. Ptilocichla) — род воробьиных птиц из семейства земляных тимелий (Pellorneidae).

## Классификация
Международный союз орнитологов относит к роду 3 вида:
- Ptilocichla falcata Sharpe, 1877 — Палаванская волосатая тимелия
- Ptilocichla leucogrammica (Bonaparte, 1850) — Индонезийская волосатая тимелия
- Ptilocichla mindanensis (W. Blasius, 1890) — Филиппинская волосатая тимелия